# خانوک
خانوک شهری در استان کرمان است. شهر خانوک در بخش مرکزی شهرستان زرند قرار دارد. شهر خانوک با آب و هوای سردسیری در جنوب شهرستان زرند قرار دارد و فاصله آن تا مرکز استان ۶۰ کیلومتر است. مساحت حریم خانوک بالغ بر ۱۶۰۶۰۰۰ متر مربع است که از سمت شمال به ریحان شهر، از جنوب به توابع چترود، از شرق به رشته کوه معروف به حاشیه کویر لوت و از غرب به جلگه حاصلخیز شهرستان زرند منتهی می‌شود.
شهر خانوک دارای ۹ آبادی تحت حوزه نفوذ است که بزرگ‌ترین آن حمیدیه (ملک‌آباد سابق) با جمعیتی بیش از ۱۰۰۰ نفر در غرب شهر واقع است.

## قدمت خانوک
با توجه به سنگ‌های قبوری که رو به بیت‌المقدس در شهر خانوک یافت می‌شود، می‌توان گفت: قدمت تاریخی این شهر به قبل از اسلام بازمی‌گردد. همچنین برخی از بقایا و آثار ساختمان‌های قدیمی مانند تکیه‌ها و مسجد جامع شهر و… نشان‌دهندهٔ قدمت بلند تاریخی این شهر است. در برخی منابع تاریخی اینچنین آمده: وجود قبرستان‌های قدیمی که به قبرستانهای (گبری) معروف است وکشف سنگ نوشته‌های قدیمی، موید قدمت تاریخی خانوک است و حتی بر اساس نبشته‌های بعضی از سنگ‌ها که نشانگر عمران و آبادانی شهر بوده، قدمت خانوک را به قبل از اسلام می‌رساند. از آثار تاریخی خانوک می‌توان به باقی‌مانده آثار قلعه‌ها در بالای کوهی در جوار قنات اشاره نمود حمام قدیمی و آسیاب آبی گواه عمران و آبادانی شهر خانوک در قدیم است.

## خانوک
خانوک شهری است در ۲۰ کیلومتری زرند و ۶۰ کیلومتری کرمان، ناحیه‌ای است کوهستانی و سردسیر. دارای ۲۰۰۰ تن سکنه که شیعی مذهب و فارسی زبانند. این شهر دارای قنات و چشمه است؛ و محصولاتش غلات و میوه جاتی مانند انار ، توت ، ... هستند؛ اصلی ترین صنایع دستی خانوک قالی بافی است.

## نام و نشان و طوایف خانوک
درمورد وجه تسمیه شهر خانوک براساس مدارکی که وجود دارد و آنچه در ذهن‌ها و گفتار مردم گفته می‌شود، می‌توان گفت: واژهٔ خانوک به معنای «چشمه سار» یا جایی که چشمه آب زیاد دارد، آمده‌است و از ترکیب دو عبارت «خان» به معنی چشمه وصفت «وک» به عنوان پسوند-نسبت-که به دنبال آن آمده، می‌باشد.
از طوایف و قبایل خانوک می‌توان به اسدی ، عرب‌نژاد و مهدوی و... نام برد. 

## هنرها وصنایع دستی
از هنرهای دستی شهر خانوک که در گذشته رایج بوده، می‌توان به صنعت کفش و گیوه و تخت کفش اشاره نمود. بهترین کفشی که در خانوک تولید می‌شده به نام اجیده‌ای معروف بوده و همچنین پارچه بافی پنبه پاک کنی و نخ ریسی و بافت پارچه‌ای به نام کرباس و چادرشب نیز از هنرهای دستی قدیم خانوک به‌شمار می‌رفت. قالی بافی یکی دیگر از هنرهای مردمان این منطقه بوده که هنوز هم برخی از خانواده‌ها به این امر مبادرت می‌ورزند.

## موقعیت جوی، جغرافیایی و کشاورزی خانوک
خانوک شهری کوهستانی با آب و هوای سردسیری و ارتفاع ۱۵۵۵متر از سطح دریا در فاصله ۶۵ کیلومتری استان کرمان قرار دارد. مساحت حریم شهر خانوک شانزده میلیون ششصد و شش هزار متر مربع است که جمعیتی بیش از ۴۰۰۰ نفر را در خود جای داده‌است. فرآورده‌های عمدهٔ کشاورزی در گذشته گندم وصیفی‌جات بوده‌است، امروزه علاوه بر پسته، انار نیز از محصولات عمدهٔ این منطقه‌است.
قلعه‌ای که آثار آن بربالای کوهی در جوار قنات خانوک وجود دارد و به استناد گفته هایی-که سینه به سینه از نیاکان به ارث رسیده-راهی امن نیز برای دسترسی به آب قنات در زیر زمین و در دل کوه حفر و به درون قلعه راه داشته‌است. این قنات موجب سرسبزی و منبع آبرسانی به باغات و صحرای بزرگ خانوک است. عمدهٔ کشاورزی مردمان این شهر از ناحیهٔ آب این قنات اداره می‌شود.